# Scrophularia mandshurica
Scrophularia mandshurica är en flenörtsväxtart som beskrevs av Carl Maximowicz. Scrophularia mandshurica ingår i släktet flenörter, och familjen flenörtsväxter. Inga underarter finns listade i Catalogue of Life.